# Metapelma patrizii
Metapelma patrizii är en stekelart som beskrevs av Masi 1923. Metapelma patrizii ingår i släktet Metapelma och familjen hoppglanssteklar.
Artens utbredningsområde är Kenya. Inga underarter finns listade i Catalogue of Life.